# Menhir de Medost
Le menhir de Médost est un menhir situé au Plan-de-la-Tour, dans le département du Var en France.

## Description
Le menhir est en granite. Il mesure 1,50 m de haut pour 0,50 m de large avec une épaisseur de 0,40 m
à la base. Il est légèrement incliné vers le sud. Son sommet est effilé. Il comporte une petite croix gravée sur une face. Le commandant Laflotte le mentionne sous le nom de «Pierre plantée de Courrieure» (lieu-dit Courruero) .